# Anatoma proxima
Anatoma proxima là một loài ốc biển, là động vật thân mềm chân bụng sống ở biển thuộc họ Scissurellidae.

## Miêu tả
Loài này có vỏ dài 3 mm

## Phân bố
Chúng phân bố ở Atlantic Ocean along Southeast USA